# 电迁移

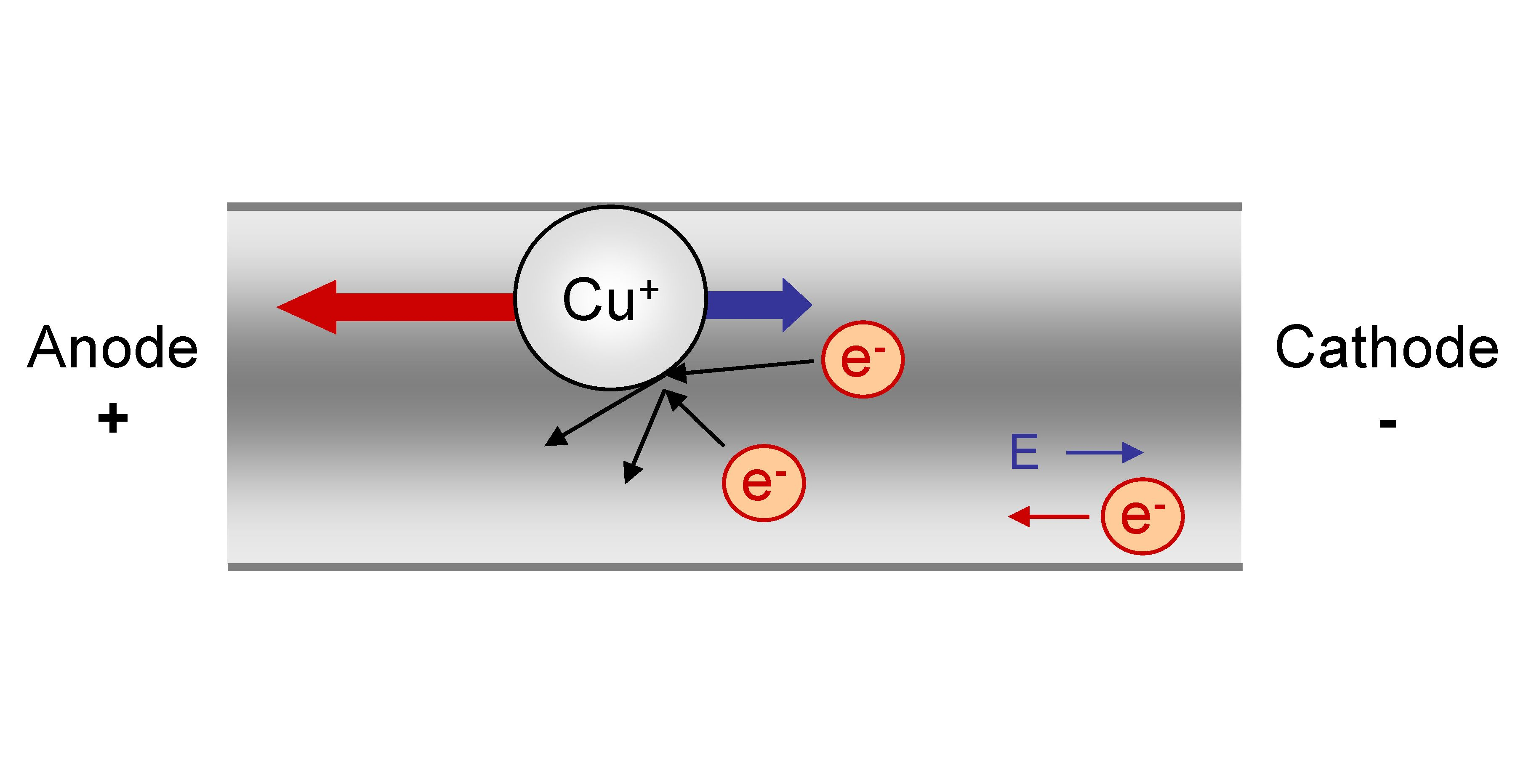
电迁移（红色箭头）是由于电子在导线中运动时的动量传递所致

电迁移（英語：Electromigration）是由于通电导体内的电子运动，把它们的动能传递给导体的金属离子，使离子朝电场反方向运动而逐渐迁移，导致导体的原子扩散、损失的一种现象。由法国科学家伽拉丁约在100年前发现的。该效应在使用高直流电流密度的应用中尤为重要，例如在微电子学及相关结构中，随着诸如电子学中積體電路等结构尺寸的减小，才有更多人对它进行研究。

## 历史
电迁移现象已知逾100年，由法国科学家Gerardin首次发现。这一问题在20世纪60年代末封装IC首次出现时才引起实际关注。最早商业化的IC在使用仅三周后即因电迁移失控而失效，促使业界展开了大规模的改进工作。I. Blech首次在薄膜中观察到电迁移现象。在半导体行业初创阶段，多位研究人员在该领域开展了开创性研究。其中最重要的工程研究之一由摩托罗拉的Jim Black完成，其名字也用于命名布莱克方程。当时，IC中的金属互连宽度仍约为10微米。目前，互连宽度已缩小到数百至数十纳米，使得电迁移研究的重要性日益凸显。

## 电迁移的实际影响

扫描电子显微镜下在硅氧化物衬底上60纳米宽纳米收缩区电迁移实时可视化顶部图像

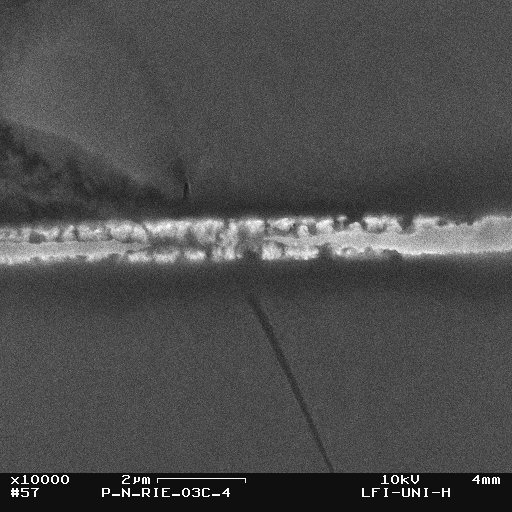
在扫描电子显微镜下，由电迁移导致的铜互连失效的图像。钝化已被反应离子刻蚀和氢氟酸去除。

电迁移降低了集成电路的可靠性。它可能导致连接丢失或电路失效。由于可靠性对于太空探索、軍隊、防鎖死煞車系統、医疗设备如自動體外去顫器等至关重要，甚至对个人电脑或家庭娱乐系统也非常重要，因此芯片(ICs)的可靠性是研究的主要焦点。
由于在真实条件下测试的困难，通常使用布莱克方程来预测集成电路的寿命。为了使用high temperature operating life（HTOL）测试，组件需要经过高温操作寿命测试，并从测试数据中Extrapolation出其在实际条件下的预期寿命。
由于在真实条件下进行测试十分困难，采用布莱克方程来预测集成电路的寿命。要使用布莱克方程，需对元件进行高温工作寿命测试，并根据测试数据推断其在真实条件下的预期寿命。
尽管电迁移造成的损伤最终会导致受影响IC的失效，但最初的迹象是间歇性故障，这使诊断相当具有挑战性。由于某些互连在其他互连之前失效，电路会出现看似随机的错误，这可能与其他失效机制（如静电放电损伤）难以区分。在实验室环境中，利用电子显微镜可以轻松成像电迁移失效，因为互连侵蚀会在 IC 的金属层上留下明显的可视标记。
随着器件的小型化，电迁移导致失效的概率在VLSI和ULSI电路中增加，因为功率密度和电流密度都在上升。具体来说，线宽和金属线的横截面积将随着时间持续减小。由于供电电压降低和闸极电容缩小，电流也在减少。然而，由于电流降低受制于频率的提高，横截面积的更大幅度下降（相比于电流减少）将在未来导致IC中的电流密度增加。
在先进的半导体器件制造工艺中，[[铜互连|铜]]已取代铝成为首选的互连材料。尽管铜在制造过程中更易碎，但由于其优越的导电性而备受青睐，而且其本质上对电迁移的敏感性更低。然而，电迁移仍然是器件制造中始终存在的挑战，因此针对铜互连的电迁移研究仍在进行中（尽管这是一个相对较新的领域）。
在现代消费电子设备中，IC 很少因电迁移效应而失效。这是因为合理的半导体设计实践已将电迁移效应纳入 IC 布局中。几乎所有 IC 设计公司都使用自动化EDA工具在晶体管级布局时检查并修正电迁移问题。在制造商规定的温度和电压范围内运行时，设计得当的IC器件更有可能由于其他（环境）原因而失效，例如累积的伽玛射线轰击导致的损伤。
尽管如此，已有文献记录了由于电迁移而导致的产品失效案例。在 20 世纪 80 年代末，西部数据的一系列桌面硬盘在服役12-18个月后出现了广泛且可预测的失效。工程师通过对退回的故障单元进行法医分析，发现第三方供应商的 IC 控制器设计规则不当。通过用另一供应商的组件替换该不良组件，西部数据得以纠正该缺陷，但在此之前，公司声誉已受到重大影响。
电迁移还可能导致某些功率半导体器件（如低压功率MOSFET）的性能退化，其中源极接触金属化层（通常为铝）在过载条件下的横向电流可能达到临界电流密度。铝层的退化会导致导通阻抗增大，最终可能导致器件完全失效。

## 公式
1969年摩托罗拉公司吉姆·贝勒克的研究取得很重要的结果，得出由于电迁移而使电路失效的平均时间T的公式为：
{\displaystyle {\text{T}}={\frac {A}{J^{n}}}e^{\frac {E_{\text{a}}}{kT}}.}
这里：A為与横截面积有关的常数；J為电流密度；N為无量纲因子，一般取2；      Ea為电迁移的激活能；k為波尔兹曼常数；T為温度。

## 影响
电流密度是一个由设计而定的参数，影晌电迁移的重要物理因素主要有温度、导线的宽度和导线的长度。
当电迁移效应出现时，由于离子流的不对称性，可造成二种电线路的失败：
- 当流走的离子通量超过流入离子通量时；形成空缺，造成开断电路。
- 当流入离子流超过流出离子流时，出现“小山丘”，造成电路短路。

## 发展
由于科学技术的快速发展，積體電路的密度不断提高，现已发展到应用纳米技术阶段，从2004年到2020年積體電路的三个主要参数就可看出它现在的发展趋势：
- 电流密度由1×10^4 A/cm² 到 3×10^7 A/cm²；
- 线宽由90nm縮小到15nm；
- 线长由1km/cm²增大到7km/cm²

在这样高密度的積體電路要求下，如何避免电迁移效应的发生是一个要考虑的问题。